# ساب 340
ساب 340 (بالإنجليزية: Saab 340)‏ هي طائرة ركاب سويدية بمحركان دفع توربيني، صممت في البداية كمشروع شراكة بين كل من شركة ساب للطائرات وشركة فيرتشايلد للطائرات. أنتجت في عام 1983 بالسويد. مازالت في الخدمة حتى الآن. صنع منها 459 طائرة. وحلقت أول طائرة في يوم 25 يناير عام 1983، ونظرا لانخفاض المبيعات، فلقد توقف إنتاج ساب 340 في عام 1998.